# Anon (album)
| Recensione        | Giudizio |
| ----------------- | -------- |
| AllMusic          |          |
| Already Heard     |          |
| Cryptic Rock      |          |
| Dead Press        |          |
| Hysteria Magazine |          |
| Wall of Sound     |          |

Anon (stilizzato -Anon.) è il quarto album in studio del gruppo musicale australiano Hands Like Houses, pubblicato il 12 ottobre 2018 dalla Hopeless Records e dalla UNFD.
Si discosta leggermente dalle precedenti produzioni della band per le sonorità pop presenti in alcuni brani, anche se rimangono forti le influenze post-hardcore e metal che hanno da sempre caratterizzato la musica del gruppo.

## Tracce
Testi e musiche degli Hands Like Houses, coautori indicati nelle note.
1. Kingdom Come – 2:42 (Colin Brittain)
2. Monster – 3:27 (Colin Brittain, Leeanna James)
3. Sick – 3:35 (Colin Brittain)
4. Overthinking – 2:52 (Colin Brittain, Mike Green)
5. Through Glass – 3:26 (Colin Brittain, Callan Orr)
6. Half-Hearted – 3:09 (Colin Brittain, Leeanna James)
7. No Man's Land – 3:24 (Colin Brittain, Callan Orr)
8. Black – 3:07 (Colin Brittain, Leeanna James)
9. Tilt – 3:40 (Erik Ron)
10. Bad Dream – 3:12 (Colin Brittain, Leeanna James)

## Formazione
Hands Like Houses
- Trenton Woodley – voce, tastiera, programmazione
- Matt "Coops" Cooper – chitarra solista
- Alexander Pearson – chitarra ritmica, cori
- Joel Tyrrell – basso, cori
- Matt Parkitny – batteria, percussioni

Altri musicisti
- Colin Brittain – sintetizzatore, programmazione, cori
- Jonathan Gering – sintetizzatore, programmazione
- Callan Orr – sintetizzatore, programmazione
- Meron Ryan – cori

Produzione
- Colin Brittain – produzione (eccetto traccia 9), missaggio (traccia 1)
- Alex Prieto – coproduzione e ingegneria del suono (eccetto traccia 9), missaggio (traccia 9)
- Mike Green – coproduzione (traccia 4)
- Erik Ron – produzione (traccia 9)
- Anthony Reeder – ingegneria del suono (traccia 9)
- James Paul Wisner – missaggio (eccetto tracce 1, 2, 3 e 9)
- Tom Lord Alge – missaggio (tracce 2 e 3)
- Brendon Collins – tecnico chitarre, assistenza ingegneria del suono
- John Nicholson – tecnico percussioni
- David Peters – assistenza ingegneria del suono
- Ryan Potesta – assistenza ingegneria del suono
- Mike Kalajian – mastering

## Classifiche
| Classifica (2018)         | Posizione massima |
| ------------------------- | ----------------- |
| Australia                 | 4                 |
| Australia (digital)       | 6                 |
| Stati Uniti (digital)     | 23                |
| Stati Uniti (hard rock)   | 22                |
| Stati Uniti (independent) | 11                |